# Lourdes de la Rosa
Lourdes de la Rosa es una futbolista mexicana que participó como seleccionada nacional durante la primera Copa Mundial Femenina, llevada a cabo en 1970 en Italia, y en la segunda edición, realizada en la Ciudad de México en 1971.

De la Rosa ha comentado que su familia se enteró de que ella era integrante de la liga de futbol femenil hasta que la vio jugando durante las transmisiones por televisión. Desde niña mostró su gusto por el futbol: 
A de la Rosa la mandaban por las tortillas en su barrio de Iztapalapa, pero llegaban frías porque aprovechaba para echarse una cascarita. 

## Participación del equipo femenil mexicano de futbol en los mundiales de 1970 y 1971
La selección mexicana de futbol femenil ganó el tercer lugar en ltalia 1970, venciendo al equipo de Inglaterra. La final de la segunda Copa Mundial Femenina de Futbol fue el 5 de septiembre de 1971. El equipo mexicano obtuvo el subcampeonato, ya que el equipo de Dinamarca ganó tres goles por cero.
 

A pesar de la falta de apoyo al equipo femenil de futbol de esa época, Lourdes de la Rosa ha expresado su satisfacción ante los resultados obtenidos:
Nos dieron la oportunidad de demostrar que había más futbolistas capaces (...) Y aun con las dificultades que pasaron, volveríamos ahí(...) Miro la cancha, luego las gradas, como si viera a los aficionados y oyera sus gritos. Si hay reencarnación, que nos toque ser futbolistas otra vez. 